# 業病
| ウィキペディアには「業病」という見出しの百科事典記事はありません（タイトルに「業病」を含むページの一覧/「業病」で始まるページの一覧）。 代わりにウィクショナリーのページ「業病」が役に立つかもしれません。 |